# La Matanza de Acentejo
La Matanza de Acentejo är en kommun i Spanien. Den ligger i provinsen Santa Cruz de Tenerife i den autonoma regionen Kanarieöarna i sydvästra delen av landet, 1 800 km sydväst om huvudstaden Madrid. Antalet invånare är 9 160 (2024). Arean är 14,05 kvadratkilometer. La Matanza de Acentejo ligger på ön Teneriffa. La Matanza de Acentejo gränsar till Sauzal, Candelaria och La Victoria de Acentejo. 